# Yang Zhi
Yang Zhi (chinesisch 杨智; * 15. Januar 1983 in Guangzhou) ist ein ehemaliger chinesischer Fußballspieler, der lange als Torwart für Beijing Guoan in der chinesischen Super League spielte. Er ist derzeit der Spieler mit den meisten Einsätzen in der CSL.

## Karriere

### Verein
Yang Zhi begann seine Fußballkarriere beim Zweitligisten Guangdong Xiongying. In der Saison 2002 absolvierte er 26 Ligaspielen. In der folgenden Saison spielte er in weiteren 22 Ligaspielen für Guangdong und der Verein konnte den zehnten Platz belegen.
Yangs Leistungen fielen Beijing Guoan einem Klub der Chinese Super League auf und bald darauf wechselte er zu Beginn der Saison 2005 in den Verein, wo er sich schnell als Stammtorhüter etablierte und in seiner Debüt-Saison in 21 Ligaspielen spielte.  In den folgenden Spielzeiten wurde er fester Bestandteil des ersten Teams und in der Liga-Saison 2009 konnte er den Meistertitelgewinnen. Kurz vor Beginn der Saison 2012 erlitt Yang eine Verletzung, als er im Guangdong-Hong Kong Cup 2012 für seine Heimatprovinz Guangdong spielte und die meiste Zeit dieser Saison ausfiel. Er erholte sich rechtzeitig und spielte in der Saison 2013 wieder als Stammtorhüter. Er beendete seine Karriere 2020.

### Nationalmannschaft
Yang debütierte am 10. August 2006 in der chinesischen Nationalmannschaft beim 4:0-Sieg gegen Thailand, als Einwechselspieler für Li Leilei. Im folgenden Jahr gab er am 28. Oktober 2007 sein Debüt in einem Pflichtspiel bei einem 1:0-Erfolg gegen Myanmar während der Qualifikation zur FIFA-Weltmeisterschaft 2010. Unter Trainer Gao Hongbo wurde er zum ersten Torhüter befördert. 2009 stand er bei einem Freundschaftsspiel gegen Deutschland im Tor, was mit 1:1 endete.

## Erfolge

### Nationalmannschaft
- Ostasienmeister: 2010

### Verein
- Chinesischer Meister: 2010
- Chinesischer Pokalsieger: 2018